# Melaleuca uxorum
Melaleuca uxorum är en myrtenväxtart som beskrevs av Craven, G.Holmes och Sankowsky. Melaleuca uxorum ingår i släktet Melaleuca och familjen myrtenväxter.
Artens utbredningsområde är Queensland. Inga underarter finns listade i Catalogue of Life.